# Liang Hongyu
Liang Hongyu xinès simplificat: 梁红玉, pinyin: Liáng Hóngyù; 1102-1135) va ser una general xinesa de la dinastia Song. Es va fer famosa durant les guerres Jin-Song contra la dinastia Jin dirigida pels jurtxet. El seu nom real es va perdre en el temps. Simplement es va fer referència als llibres oficials d'història xinesa com la "dama Liang" (梁氏). "Hongyu" (红玉), que significa "Jade vermell" en xinès, va ser el nom donat a les llegendes populars, òperes xineses i novel·les després de la seva heroica mort en batalla el 1135.

## Primers anys de vida
El pare de Liang era un comandant de l'exèrcit a la frontera, des d'on la dinastia Song estava cada cop més amenaçada per la dinastia Jin governada pels jurtxet. Li va ensenyar habilitats marcials i estratègia militar i no li embenà els peus. Amb el temps es convertiria en una mestra d'arts marcials, de la qual diversos relats afirmaven que era una dona amb una força increïble i una mestra del tir amb arc.
En algun moment es va veure obligada a treballar en un bordell a causa de la mort prematura dels seus pares. Allà aprengué música, arts i les habilitats necessàries per a convertir-se en poc temps en una figura coneguda dins aquest món en el sud de la Xina. Amb el temps, però, aconseguiria prou contactes i influència com per a comprar la seva llibertat.
En un moment determinat de la seva carrera, va conèixer el seu marit Han Shizhong, tot i que els relats difereixen sobre com es van conèixer exactament. El fet és que, un cop casada amb ell, el seguiria en les seves expedicions militars contra els Jurtxets, lluitant ella mateixa en varies ocasions i fent valer els seus coneixements militars.

## Restauració de l'emperador Song
L'exèrcit de Han i Liang aviat es va convertir en part de la força principal contra els jurtxets després que els Song perdéssin la seva capital i el nord de la Xina davant els jurtxets. Després que els jurtxets capturessin dos emperadors Song (l'emperador Huizong i l'emperador Qinzong), l'emperador Gaozong va restablir el govern dels Song al sud de la Xina.
El 1129 hi va haver un cop d'estat a la cort imperial de Song i l'emperador Gaozong va ser pres com a ostatge i obligat a abdicar. En aquell moment, Han liderava un exèrcit en primera línia. Liang també va ser sotmesa a arrest domiciliari pels rebels amb l'esperança de forçar el seu marit a rendir-se. Va treballar amb els fidels de l'emperador Gaozong per elaborar un pla amb el que enganyar al líder rebel perquè l'alliberés com a missatgera i gest de bona voluntat al seu marit. Un cop lliure, va anar immediatament al seu marit i li va parlar de la defensa dels rebels. Això va permetre al seu marit aixafar el cop i restaurar l'emperador Gaozong. Després, Liang va ser recompensada amb el rang noble de "Noble Senyora de Hu Guo" (護國夫人), que significa "Senyora Protectora de la Nació", que no estava relacionat amb el rang del seu marit. Això va ser un fet únic en la història de la Xina, ja que la majoria de les dones nobles xineses reben els seus títols a través dels seus marits.

## Batalla de Huangtiandang
Quan els jurchens van tornar a envair i atacar Hangzhou l'any 1129, poc després que el cop d'estat hagués estat aixafat, Liang i el seu marit van dirigir les seves forces per emboscar l'exèrcit enemic en el seu camí de tornada al territori dels Jin. Les seves tropes van ser superades en nombre i va començar la batalla de Huangtiandang. Aquesta va ser una sèrie de batalles navals lliurades al riu Yangtze.
Liang va elaborar un pla en el qual dirigiria els soldats amb els seus tambors. Quan va començar la batalla, les tropes Song van haver de retrocedir per l'ímpetu i la superioritat numèrica dels de les tropes dels jurtxets. Amb gran coratge, Liang va llançar el seu casc i armadura i, tocant els tambors, i va dirigir la càrrega cap a la formació enemiga. Aquest es va convertir en el punt d'inflexió de la batalla. Els "bucs tigre" xinesos, que podien llançar foc amb llançaflames, van destruir molts vaixells Jin mentre Liang els dirigia amb el seu tambor. Els jurtxets van quedar atrapats durant més d'un mes, abans que un traïdor revelés una debilitat en l'encerclament xinès i poguessin escapar patint grans pèrdues.

## Vida posterior
El 1135 Han va ser nomenat jiedushi de Wuning Anhua (武寧安化軍節度使). Liang i el seu marit van reconstruir la fortalesa de Chuzhou i van augmentar la seva defensa. Ells i els seus soldats també van treballar en la reconstrucció de cases i la plantació de camps.

## Llegat
Se li han escrit poemes i òperes, les quals han incrementat la seva fama.
Juntament amb Qin Liangyu, He Yufeng i la llegendària Hua Mulan, és una de les guerreres més conegudes de la Xina.